# لوك غوثري
لوك غوثري (بالإنجليزية: Luke Guthrie)‏ هو لاعب غولف أمريكي، ولد في 31 يناير 1990 في كوينسي في الولايات المتحدة.

## وصلات خارجية
- الموقع الرسمي
- لوك غوثري على موقع رابطة لاعبي الغولف المحترفين (الإنجليزية)
- لوك غوثري على موقع التصنيف العالمي الرسمي للغولف (الإنجليزية)